# Елизабет Баварска (1478 – 1504)
Вижте пояснителната страница за други личности с името Елизабет Баварска.
Елизабет Баварска (на немски: Elisabeth von Bayern; * 1478, † 15 септември 1504) от род Вителсбахи, е принцеса от Бавария-Ландсхут и чрез женитба пфалцграфиня при Рейн.

## Живот
Дъщеря е на херцог Георг Богатия (1455 – 1503) от Херцогство Бавария-Ландсхут и Ядвига Ягелонка (Хедвига от Полша) (1457 – 1502).
На 10 февруари 1499 г. Елизабет се омъжва за братовчед си пфалцграф Рупрехт фон Пфалц (1481 – 1504), бивш епископ на Фрайзинг (1495 – 1498) и син на курфюрст Филип (1448 – 1508) и Маргарета Баварска (1456 – 1501).
След смъртта на нейния брат Лудвиг († пр. 1496), баща ѝ Георг я определя на 19 септември 1496 г. в завещанието си за своя наследница. Това е противно на „Вителсбахските домашни договори“ от 1329 (в Павия) и 1450 г. През 1503 г. Георг поставя нейния съпруг за щатхалтер на Долна Бавария. След смъртта на баща ѝ на 1 декември 1503 г. чрез резолютните си действия тя допринася за прекратяване на регентския съвет и за избухването на Ландсхутската наследствена война 1504/1505 г. Нейният противник херцог Албрехт IV от Бавария-Мюнхен привлича на своя страна племената и крал Максимилиан I. Нейният осъден съпруг умира на 20 август 1504 г. от дизентерия. Елизабет продължава войната и нарежда окупацията на градовете Ландсхут, Динголфинг и Мозбург на Изар. Така тя също е осъдена. На 12 септември 1504 г. нейните съюзници от Бохемия губят при Венценбах. След три дена Елизабет умира вероятно от върлуващия рур (дизентерия) в Долна Бавария. Погребана е в манастир Зелигентал в Ландсхут.

## Деца
Елизабет и Рупрехт фон Пфалц имат децата:
- Близнаците Рупрехт и Георг, двамата умират през 1504 г.
- Отхайнрих (* 10 април 1502, † 12 февруари 1559), херцог на Пфалц-Нойбург (1505 – 1559) и курфюрст (1556 – 1559)
- Филип (* 12 ноември 1503, † 4 юли 1548), херцог на Пфалц-Нойбург (1505 – 1541)